# Al-Wahda Damaszek
Al-Wahda Sports Club (ar. نادي الوحدة الرياضي) – syryjski klub piłkarski grający w pierwszej lidze syryjskiej, mający siedzibę w mieście Damaszek.

## Historia
Klub został założony w 1922 roku. W swojej historii klub dwukrotnie zostawał mistrzem Syrii w sezonach 2003/2004 i 2013/2014. Zdobył również siedem Pucharów Syrii w 1993, 2003, 2012, 2013, 2015, 2016 i 2017 oraz dwa Superpuchary Syrii w 1993 i 2017. W 2004 roku osiągnął też międzynarodowy sukces. Dotarł do finału Pucharu AFC, w którym przegrał w dwumeczu Al-Jaish Damaszek (2:3, 1:0).

## Sukcesy
- I liga:

mistrzostwo (2): 2003/2004, 2013/2014
- Puchar Syrii:

zwycięstwo (7): 1993, 2003, 2012, 2013, 2015, 2016, 2017
- Superpuchar Syrii:

zwycięstwo (2): 1993, 2017
- Puchar AFC:

finał (1): 2004

## Stadion
Domowe mecze klub rozgrywa na stadionie o nazwie Stadion Abbasijjin, położonym w mieście Damaszek. Stadion może pomieścić 30000 widzów.